# Paramaxates posterecta
Paramaxates posterecta är en fjärilsart som beskrevs av Holloway 1976. Paramaxates posterecta ingår i släktet Paramaxates och familjen mätare. Inga underarter finns listade i Catalogue of Life.